# Иванов, Анатолий Николаевич (геолог)

А.Н. Иванов со студентами ЯГПИ на полевой практике в районе геологического памятника природы «Глебово». Фото 1979 года

Анатолий Николаевич Иванов (23 марта  (5 апреля) 1910, с. Бересток, Севский уезд, Орловская губерния — 16 февраля 1991, Ярославль) — геолог, палеонтолог, историк науки, профессор кафедры физической географии Ярославского государственного педагогического института.

## Биография
Родился 23 марта 1910 г. в с. Бересток Севского уезда Орловской губернии в семье сельских учителей.
По окончании средней школы в   г. Севске в 1928 году начал работать ликвидатором неграмотности, а потом учителем в одной из сельских школ Западной области.
Учился в Московском государственном педагогическом институте, в аспирантуре при кафедре геологии. Работал в Саранске и Москве. В декабре 1939 года защитил кандидатскую диссертацию на тему «Kepplerites келловея Мангышлака и вопросы эволюции cosmoceratidae» в Ленинградском государственном университете.
В 1940 году из-за отсутствия жилья в столице переехал в Ярославль, где до выхода на пенсию вёл научно-педагогическую работу в  Ярославском пединституте. В 1944 году вступил в КПСС. Профессор кафедры физической географии Ярославского государственного педагогического института (1976).
В октябре 1987 года вышел на пенсию. Умер в 1991 году.

## Научно-педагогическая деятельность
Работал преподавателем геологии в Мордовском государственном педагогическом институте, в Палеонтологическом институте Академии Наук СССР, МГПИ имени В. И. Ленина. Продолжил изучение вида аммонитов Kepplerites из келловея юрского периода, найденного на полуострове Мангышлак, других головоногих моллюсков Кosmoceratidae.
В сентябре 1940 г. стал заведующим кафедрой геологии и минералогии Ярославского педагогического института. Во время войны руководил экспедициями института по поиску полезных ископаемых в области. В ходе одной из экспедиций были выявлены ареалы произрастания мха-сфагнума — ценного перевязочного материала для госпиталей. После занятий вместе со студентами участвовал в доставке раненых со станции Всполье (современный Ярославль-Главный).
Занимался историей педагогики. Написал монографию «К. Д. Ушинский в Ярославле». Позднее решением Президиума Академии Педагогических Наук РСФСР работа была удостоена премии Ушинского и медали его имени. В Верхневолжском книжном издательстве вышел сборник очерков К. Д. Ушинского «Поездки по России» со вступительной статьей А. Н. Иванова.
В институте развивал тему «Вопросы стратиграфии мезокайнозойских отложений Ярославской области». В научной работе использовал многочисленные материалы разрезов и фауны, собранные в летнее отпускное время в окрестностях Владимира, Елатьмы, Дмитрова, Ульяновска, Казани, Подмосковья.
В соавторстве с доцентом В. А. Новским дал характеристику геологического строения Верхневолжья, а также эволюции аммонитов и стратиграфии пограничных слоев юрского и мелового периодов. Вместе со студентами и коллегами собрал многочисленные образцы фауны и флоры из нижнетриасовых слоев в районе села Тихвинское. Изучал Крестовский карьер г. Ярославля, Тихвинское и Глебовское обнажения Рыбинского района. Эти обнажения стали местом проведения палеонтологических экскурсий и полевой практики студентов. На основе собранного палеонтологического материала были написаны многие дипломные работы, защищены кандидатские диссертации.
Внёс также  большой вклад в организацию и обустройство геологических памятников природы Ярославской области.
Из более чем 200 работ, изданных им, около половины посвящено истории науки. Среди них статьи о В.Н. Татищеве, М.В. Ломоносове, В.И. Вернадском, по истории биологии и палеонтологии в России.

## Семья
- Первая жена — Ольга Филоновна Гончарова, преподаватель[3].
  - Сын — Сергей.
- Вторая жена (с 1965 года) — Ирина Викторовна Сырейщикова, библиотекарь.

## Признание, награды
- Почетный член Всесоюзного палеонтологического общества.
- Премия Ушинского и медаль его имени - за монографию «К. Д. Ушинский в Ярославле».
- Медаль «За доблестный труд в Великой Отечественной войне» (1947)
- Медаль «За трудовую доблесть» (1960)
- Нагрудный знак «Отличник народного просвещения РСФСР» (1960)

Достижения А.Н. Иванова были высоко оценены Всесоюзным обществом охраны природы.

## Память
- Геологический музей имени профессора А. Н. Иванова Ярославского государственного педагогического университета[4].
- Конференция памяти профессора А. Н. Иванова на естественно-географическом факультете Ярославского государственного педагогического университета, посвящённая столетию со дня рождения учёного (2010).